# Richard Dunn
Richard Dunn (conocido como Rick Dunn; Cambridge, 8 de marzo de 1976) es un deportista británico que compitió en remo.
Ganó cinco medallas en el Campeonato Mundial de Remo entre los años 1999 y 2003. Participó en los Juegos Olímpicos de Atenas 2004, ocupando el séptimo lugar en la prueba de dos sin timonel.

## Palmarés internacional
| Campeonato Mundial | Campeonato Mundial      | Campeonato Mundial | Campeonato Mundial |
| Año                | Lugar                   | Medalla            | Prueba             |
| ------------------ | ----------------------- | ------------------ | ------------------ |
| 1999               | St. Catharines (Canadá) | Medalla de plata   | Cuatro con timonel |
| 2000               | Zagreb (Croacia)        | Medalla de oro     | Cuatro con timonel |
| 2001               | Lucerna (Suiza)         | Medalla de oro     | Cuatro sin timonel |
| 2002               | Sevilla (España)        | Medalla de plata   | Cuatro sin timonel |
| 2003               | Milán (Italia)          | Medalla de plata   | Cuatro sin timonel |